# Robmariel Olea
Robmariel Olea es una actriz, cantante, presentadora y comunicadora dominicana.

## Biografía
Olea inició su carrera como presentadora en programas de televisión como Boruga Fat-Free y Mango en Directo. Por esa época participó en otras producciones televisivas como El show del mediodía, Esta noche Mariasela y Al filo de la vida. Se desempeñó como cantante en espectáculos como Disco Forever, Sonido para una imagen y Michael Jackson's Tribute.
Participó como actriz en los papeles de Carmen Jones y Serena en el musical Fame en su gira por Latinoamérica durante dos años. También figuró en adaptaciones de musicales como Hairspray, Cabaret, The Sound of Music y Jesus Christ Superstar. En 2003 recibió un Premio Casandra como mejor actriz por su trabajo en el monólogo El último instante. El mismo año apareció en un episodio del seriado Paraíso y en 2004 interpretó a una niña cubana en la serie de televisión alemana Auf Wiedersehen, Pet. Dos años después hizo parte del trío musical en el filme Un macho de mujer, bajo la dirección de Alfonso Rodríguez.
A comienzos de la década de 2010 se mudó a los Estados Unidos para estudiar actuación en el Instituto de Teatro y Cine Lee Strasberg. Radicada en Miami, empezó a trabajar en 2015 como reportera para la cadena Univision 23. Más adelanté pasó a integrar el equipo de trabajo del programa matutino El News Café.
En 2023 recibió una nominación a los Premios Soberano en la categoría de comunicador destacado en el extranjero.

## Filmografía seleccionada

### Cine y televisión
- 2003 - Paraíso
- 2004 - Auf Wiedersehen, Pet
- 2006 - Un macho de mujer